# Seyðisfjörður (Austurland)
Seyðisfjörður (in lingua islandese: Fiordo del focolare) è un fiordo situato nel settore orientale dell'Islanda.

## Descrizione
Seyðisfjörður è un fiordo situato nella regione dell'Austurland, nella parte settentrionale dei fiordi orientali. Ha una larghezza di 4 km all'imboccatura e penetra per 16 km nell'entroterra.
È situato tra il più piccolo Loðmundarfjörður a nord, da cui è separato dal promontorio Borgarnes, e il Mjóifjörður a sud, che ha dimensioni comparabili e da cui è separato dal promontorio Dalatangi.
In fondo al fiordo si trova il villaggio di Seyðisfjörður.
Durante la seconda guerra mondiale, il fiordo è stato un importante punto di scalo dei convogli artici della seconda guerra mondiale.

## Denominazione
Il nome Seyðisfjörður (Fiordo del focolare) è abbastanza comune nell'Islanda. Oltre al fiordo in questione, ce n'è un altro con lo stesso nome, il
Seyðisfjörður (Vestfirðir), nella regione di Vestfirðir, nella parte occidentale del paese.

## Vie di comunicazione
La strada S93 attraverso l'altopiano di Fjarðarheiði conduce in 27 km alla città di Egilsstaðir, dove si trova l'unico aeroporto dell'Islanda orientale, e permette il collegamento con la Hringvegur, la grande strada statale ad anello che contorna l'intera Islanda.